# Rathbunia
Rathbunia Britton & Rose – rodzaj sukulentów z rodziny kaktusowatych (Cactaceae). G

## Systematyka
Uwagi taksonomiczne
Według nowszych ujęć taksonomicznych Rathbunia to synonim rodzaju Stenocereus (A. Berger) Riccobono. Reveal obydwa taksony uznaje za odrębne rodzaje. 
Pozycja systematyczna według APweb (aktualizowany system APG III z 2009)
Jako rodzaj Stenocereus należy do rodziny kaktusowatych (Cactaceae) Juss., która jest jednym z kladów w obrębie rzędu goździkowców (Caryophyllales)  i klasy roślin okrytonasiennych. W obrębie kaktusowatych należy do plemienia Pachycereeae, podrodziny Cacteoideae.
Pozycja w systemie Reveala (1993-1999)
Gromada okrytonasienne (Magnoliophyta Cronquist), podgromada Magnoliophytina Frohne & U. Jensen ex Reveal, klasa Rosopsida Batsch, podklasa goździkowe (Caryophyllidae Takht.), nadrząd  Caryophyllanae Takht.,  rząd goździkowce (Caryophyllales Perleb), podrząd Cactineae Bessey in C.K. Adams, rodzina kaktusowate (Cactaceae Juss.), rodzaj Pterocactus K. Schum.